# Villers-Hélon
Villers-Hélon är en kommun i departementet Aisne i regionen Hauts-de-France i norra Frankrike. Kommunen ligger  i kantonen Villers-Cotterêts som ligger i arrondissementet Soissons. År 2022 hade Villers-Hélon 194 invånare.

## Befolkningsutveckling
Antalet invånare i kommunen Villers-Hélon
Referens: INSEE